# Harriet Smithson

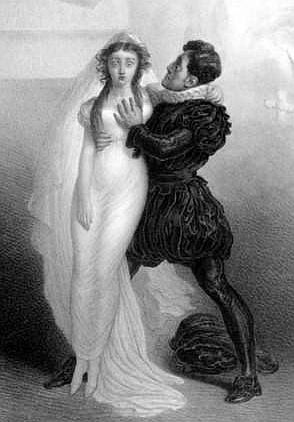
Charles Kemble i Harriet Smithson com a Romeo and Juliet al Théâtre de l'Odéon de París el 1827

Henrietta Constança (Harriet) Smithson (Ennis, Comtat de Clare, Irlanda, 18 de març de 1800 - 1854) va ser una actriu anglo-irlandesa, la primera esposa d'Hector Berlioz, i la inspiració per la seva Symphonie Fantastique.
Filla d'un director teatral, va tenir èxit sobretot a Anglaterra, però es va traslladar a París el 1827 i 1832, primer amb William Charles Macready. Allà va despertar un entusiasme immens com a Desdemona, Julietta, i, com a Jane a La tragèdia de Jane Shore de Nicholas Rowe. Va atreure a una multitud d'admiradors, entre ells Hector Berlioz.
Berlioz la va descobrir al Théâtre de l'Odéon durant les funcions de Julieta i Ofèlia i immediatament es va enamorar d'ella, enviant-li cartes tot i no haver-la conegut personalment, encara. Això va continuar fins a l'estrena el 1832 de Lelio, una seqüela de la seva Symphonie Fantastique, ella va anar a l'actuació, adonant-se que la simfonia tractava sobre ella (com es va suggerir fortament per les notes del programa) i finalment, es van casar el 1833 a l'ambaixada britànica de París.
En el moment de les seves noces, la seva popularitat havia passat i ella estava profundament endeutada, un factor que es creu que va influir molt en la seva decisió de casar-se. Es va retirar dels escenaris. Louis Berlioz, l'únic fill d'Hector i Harriet, va néixer el 14 agost 1834 (m. 1867). Al voltant de 1840, el matrimoni estava fallant, i Berlioz havia començat un romanç amb Marie Recio.
Smithson es va mudar de la casa matrimonial de la rue Saint Vincent, Montmartre, a la rue Blanche el 1843, encara sota el suport financer de Berlioz. Ella tornaria a la seva antiga casa, al carrer Sant Vicent el 1849, molt després que Berlioz la deixés.
Cap al final de la seva vida, Smithson va patir una paràlisi que la va deixar gairebé sense poder-se moure o parlar. Va morir el 3 de març de 1854, a casa seva, al carrer Sant Vicent, i va ser enterrada a la Cimetière Saint-Vincent.

## Retrats de Harriet Smithson
- Claude Marie Paul Dubufe (1790-1864), oli sobre llenç, ca. 1830, Musée Magnin, Dijon. Aquest retrat ha estat copiat en una imatge gran ovalada pintada en un gerro, París Porcellana, fabricat per Donar-te, ca. 1830, Musée de la Vie Romantique, Paris (regal dels Amics del Museu, 2009).